# Epinephelus socialis
Epinephelus socialis, tên thường gọi là Surge grouper, là một loài cá biển thuộc chi Epinephelus trong họ Cá mú. Loài này được mô tả lần đầu tiên vào năm 1873.

## Phân bố và môi trường sống
E. socialis có phạm vi phân bố tương đối rộng rãi ở Trung Thái Bình Dương. Loài này được tìm thấy chủ yếu ở một số các quần đảo thuộc 2 tiểu vùng là Micronesia và Polynesia. Nó không được ghi nhận tại Melanesia. E. socialis cũng có mặt tại quần đảo Ogasawara. Chúng sống xung quanh các rạn san hô và bãi đá ngầm ở những khu vực tiếp xúc nhiều với sóng biển, độ sâu khoảng 10 m trở lại.

## Mô tả
E. socialis trưởng thành có chiều dài cơ thể lớn nhất được ghi nhận là 52 cm, nhưng kích thước thường thấy ở loài này là khoảng 35 cm. Thân thuôn dài, hình bầu dục. Cơ thể cá trưởng thành có màu trắng xám với rất nhiều đốm màu nâu đen phủ khắp đầu và thân, và trên cả các vây. Những đốm đen ở phía sau cơ thể hợp lại với nhau tạo thành các vệt không đều. Bốn đốm màu đen thường xuất hiện ở gốc vây lưng, và một đốm thứ 5 trên cuống đuôi. Vây ngực có thịt. Đuôi bo tròn.
Số gai ở vây lưng: 11; Số tia vây mềm ở vây lưng: 14 - 16; Số gai ở vây hậu môn: 3; Số tia vây mềm ở vây hậu môn: 9; Số gai ở vây bụng: 1; Số tia vây mềm ở vây bụng: 5.
Thức ăn của E. socialis là các loài cá nhỏ hơn, động vật thân mềm và động vật giáp xác. Chúng ít được đánh bắt trong nghề cá do chúng thường nhiễm độc tố ciguatera.